# San Mateo (Anzoátegui)
San Mateo é uma cidade venezuelana, capital do município de Libertad (Anzoátegui).